# Janapria (plaats)
Janapria is een bestuurslaag in het regentschap Centraal-Lombok van de provincie West-Nusa Tenggara, Indonesië. Janapria telt 11.300 inwoners (volkstelling 2010).